# Nebulasilvius insularis
Nebulasilvius insularis là một loài bọ cánh cứng trong họ Bọ hung (Scarabaeidae).